# Aek Loba Pekan
Aek Loba Pekan is een bestuurslaag in het regentschap Asahan van de provincie Noord-Sumatra, Indonesië. Aek Loba Pekan telt 5531 inwoners (volkstelling 2010).